# Les torres de l'oblit
Les torres de l'oblit (The Sea and Summer en la versió original en anglès) és una novel·la de George Turner traduïda al català que presenta una distopia en què l'efecte hivernacle amenaça el planeta, profundament dividit en classes socials. Els Infra viuen en immensos gratacels amb cada cop menys mitjans. Una família que cau en desgràcia entra en contacte amb aquest món marginal i explica com a partir de la solidaritat es va poder salvar la civilització mentre les principals ciutats de la Terra s'inundaven a causa de la pujada del nivell del mar. L'acció se situa en dos moments a mitjans del segle XXI i adopta diferents punts de vista: uns investigadors del futur i els diferents membres de la família protagonista.